# Twotinos
Els twotinos són objectes del cinturó de Kuiper que estan en ressonància orbital 1:2 amb Neptú. Açò significa que efectuen una òrbita al voltant del Sol alhora que Neptú en realitza dues.
El seu nom és un acronim derivat de les paraules angleses "two" i "plutino". Fins al moment s'han descobert al voltant d'una dotzena d'aquests objectes.
Alguns twotinos destacables són: 
- 1996 TR66 (El primer twotino descobert).
- 2002 WC19 (El de major grandària amb un diàmetre d'uns 400 km).
- 2000 AF255 i 2001 UP18 amb 300 km de diàmetre.
- 2000 QL251, 1998 SM165 i 2004 TV357 amb 200 km de diàmetre.